# Colacu (Suceava)
Colacu ist ein Dorf in der Gemeinde Fundu Moldovei (deutsch Luisenthal), Kreis Suceava, in der Region Bukowina.

## Name
Das Wort Colac kommt ursprünglich aus dem Bulgarischen und bedeutet ein ringförmiges Backprodukt. Es kann auch die Bedeutung einer obligatorischen Belohnung haben, die der Besitzer demjenigen gab, der ihm Vieh oder verlorene Gegenstände brachte, kann aber auch ein ringförmiges Element eines Brunnens meinen.

## Geschichte

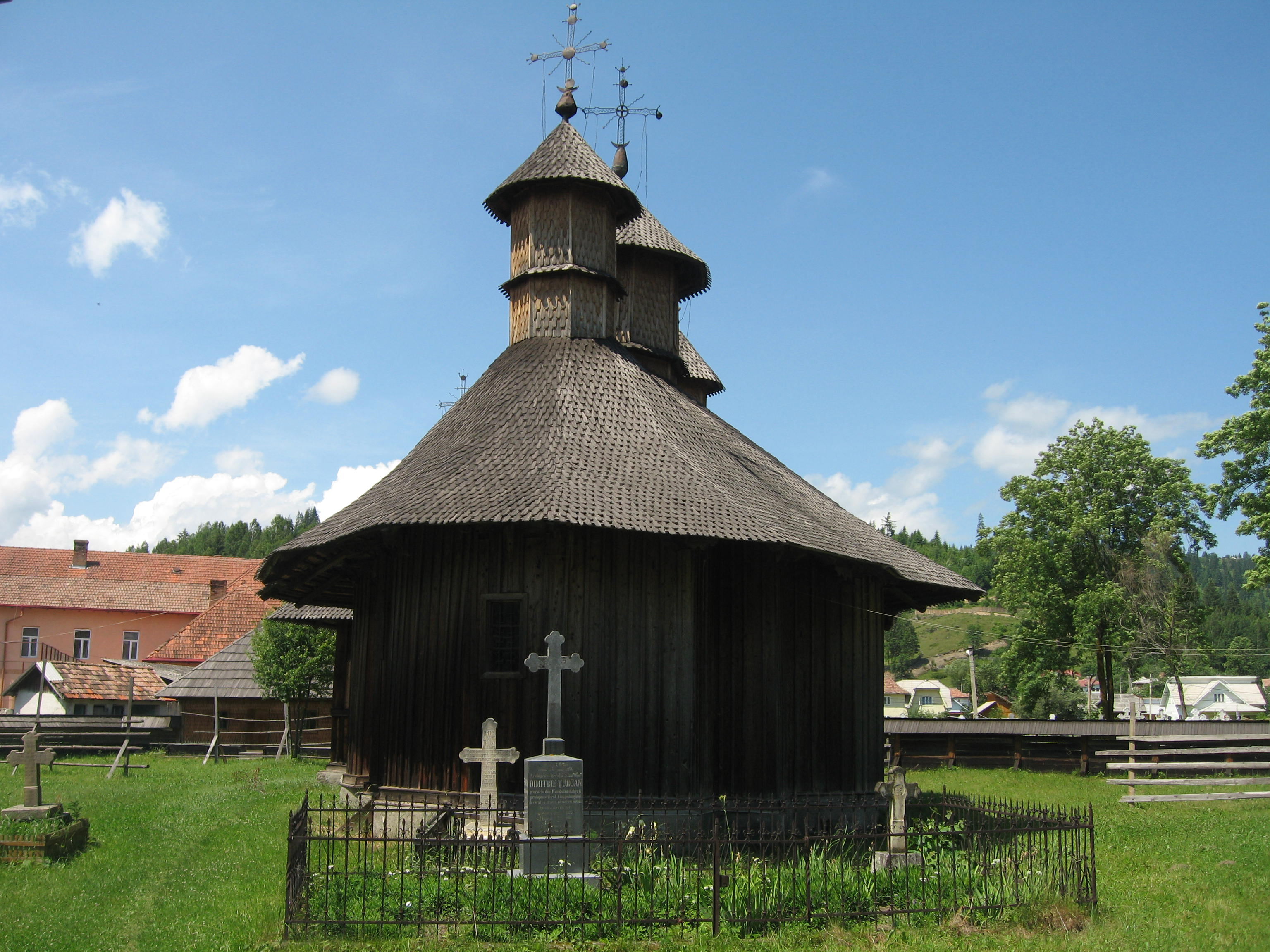
Holzkirche „Sfântul Nicolae“ in Colacu

Ursprünglich war Colacu ein Weiler des Dorfes Fundu Moldovei, der erstmals in den historischen Dokumenten von Teodor Bălan in Documente Câmpulungene erwähnt wurde. Da das Wasser der Moldova einen großen Umweg macht und den Dâmbul umgibt, der Fundu Moldovei de Sus und Cela Popor verbindet und die Straße um 35 m anhebt, wurde der Ort Cârligătura genannt und bildete einen Weiler, der Dâmbul Colacului umgibt. Die offizielle Grenze des Dorfes Colacu erstreckt sich von Pârâul Tonigăreştilor bis einschließlich Cârligatura.
2016 wurde in dem Dorf eine Büste des Czernowitzer Bürgermeisters Traian Popovici enthüllt, der in Colacu starb.